# Österreichische Waffenfabriks-Gesellschaft

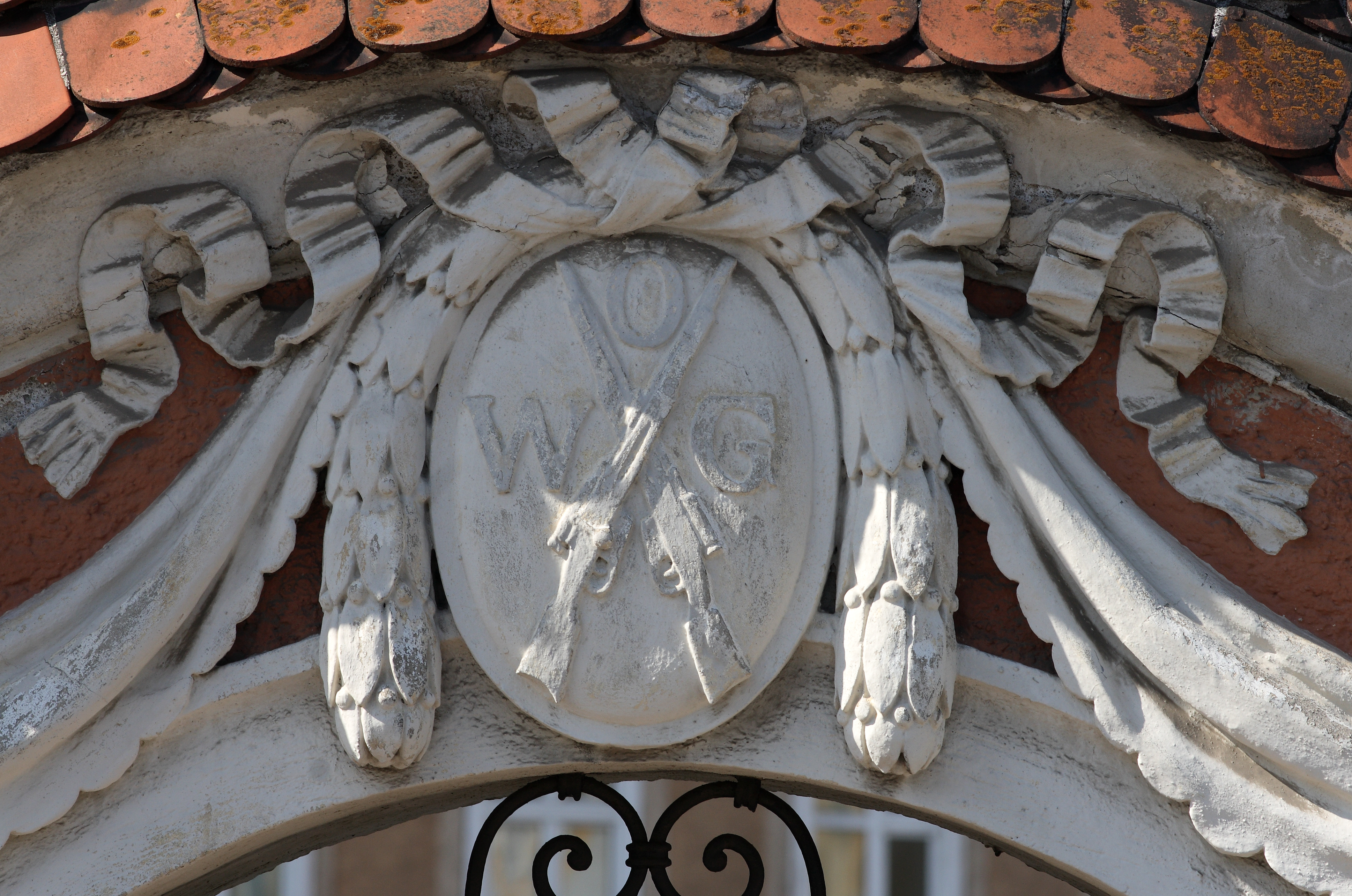
Emblem am Haus Hessenplatz 3 in Steyr

Die Österreichische Waffenfabriks-Gesellschaft AG (ÖWG) war Nachfolger des im Jahre 1864 von Josef Werndl in Steyr, Oberösterreich unter dem Namen Josef und Franz Werndl & Comp., Waffenfabrik und Sägemühle gegründeten Unternehmens, das 1867 durch die Erfindung des Tabernakelverschlusses international bekannt wurde. Nachdem sich das Unternehmen zu einem im Fahrrad und Automobilbau bedeutenden Mischkonzern entwickelt hatte, wurde 1926 der Name auf Steyr-Werke AG geändert. Am 12. Oktober 1934 fusionierten die Steyr-Werke mit der Austro-Daimler-Puchwerke AG zur Steyr-Daimler-Puch AG.

## Geschichte

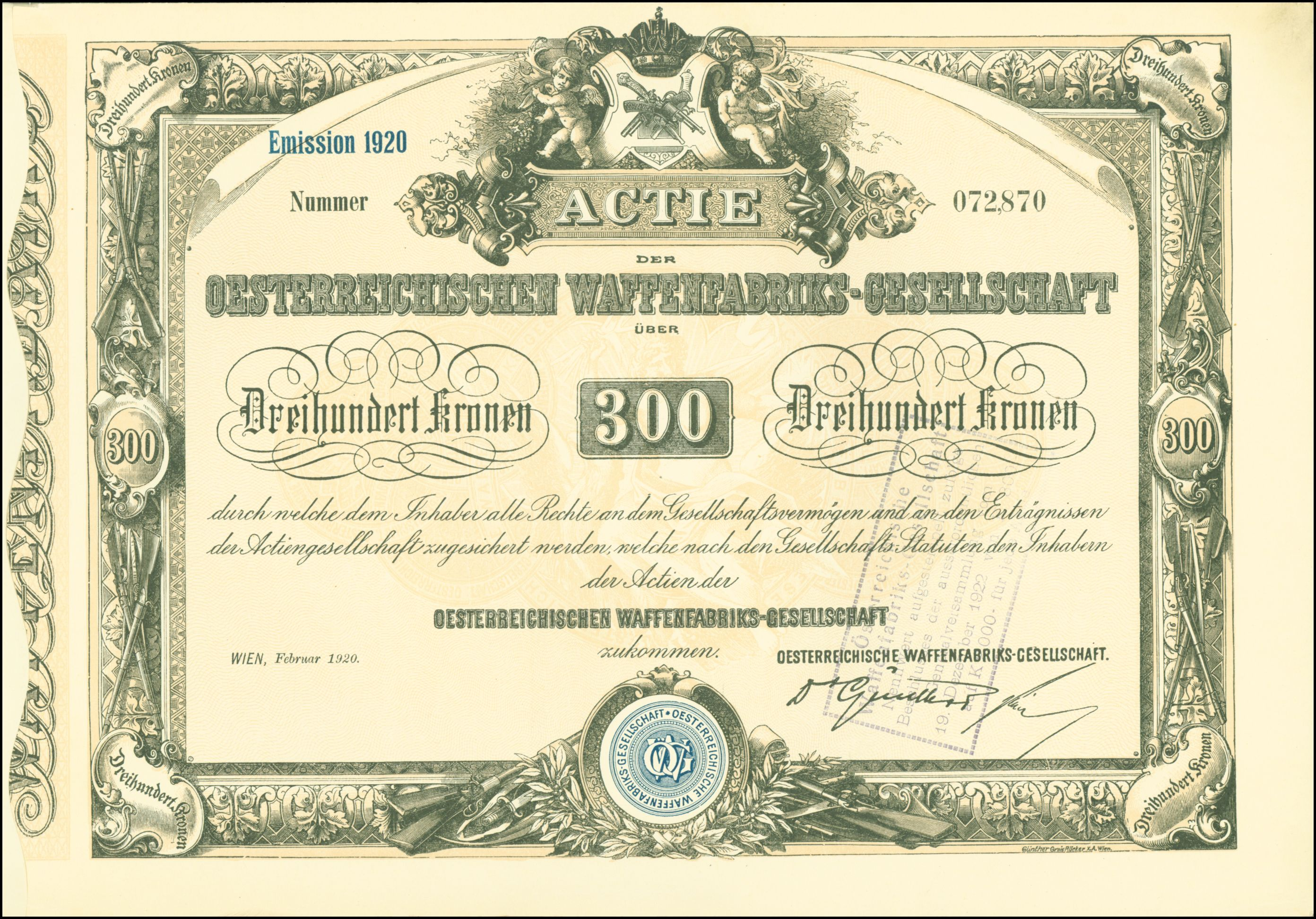
Aktie über 300 Kronen der Oesterreichischen Waffenfabriks-Gesellschaft vom Februar 1920

Der Ursprung der Österreichische Waffenfabriks-Gesellschaft geht bis auf das Jahr 1821 zurück. In diesem Jahr nahm Leopold Werndl (1797–1855) die Produktion von Waffenteilen auf. 1844 erwarb er die Sägemühle zu Letten bei Sierning.

Die Josef und Franz Werndl & Comp., Waffenfabrik und Sägemühle entstand 1864 in Steyrdorf-Wehrgraben. Im Jahr 1866 wurde die österreichische Armee in der Schlacht bei Königgrätz von Preußen geschlagen. Der Umstand, dass die österreichische Armee noch mit Vorderladergewehren, die preußische hingegen bereits mit Hinterladern ausgestattet war, galt als wesentliche Ursache für die Niederlage. 

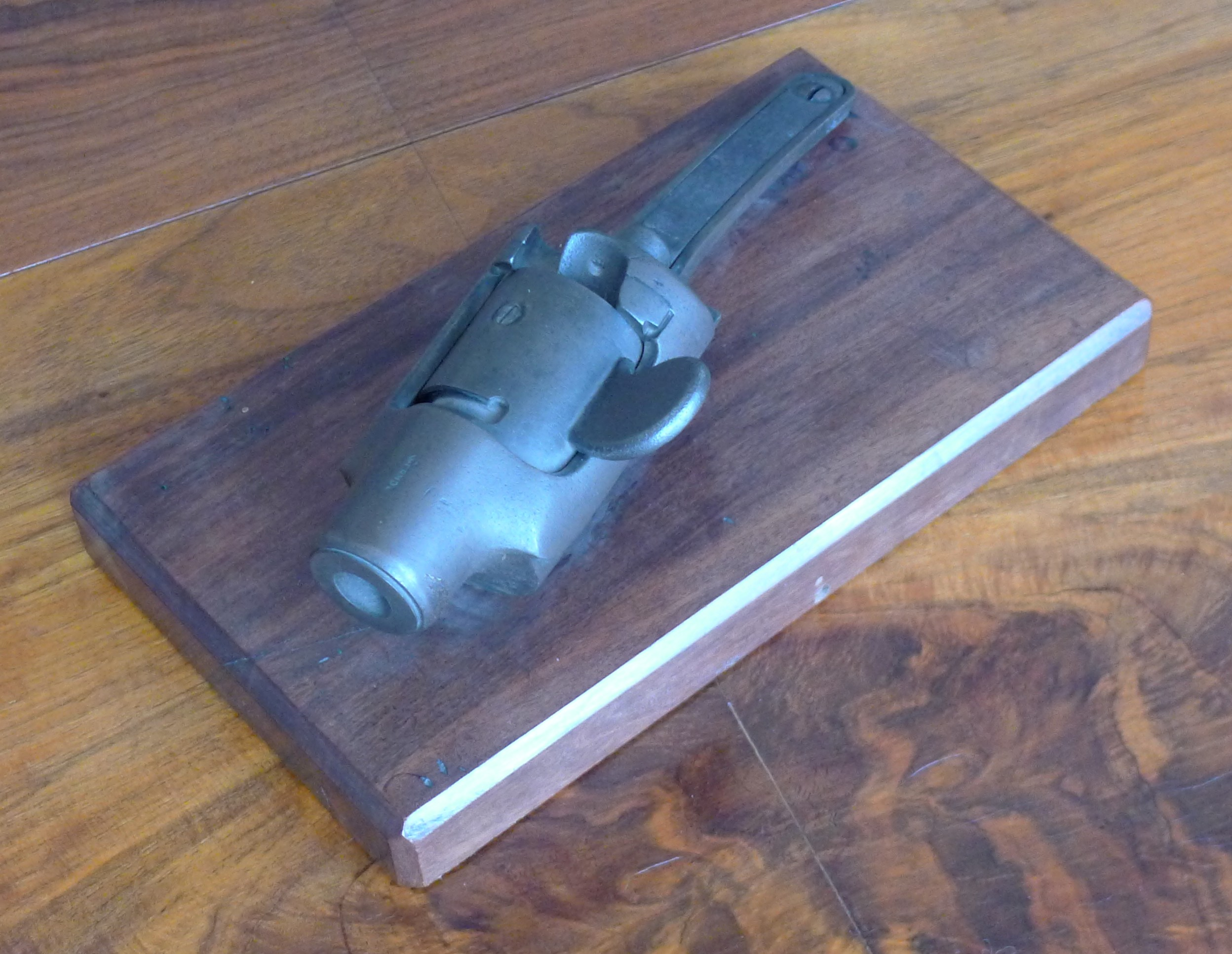
Tabernakelverschluss

Mit dem von Karl Holub entwickelten Tabernakelverschluss konnte sich Josef Werndl gegen zahlreiche Konkurrenten durchsetzen und erhielt den Großauftrag zur Umrüstung der österreichischen Armee auf Hinterladergewehre. Für das Unternehmen bedeutete das die rasche Expansion zum industriellen Großbetrieb, der sich über die vielen am Wehrgraben ansässigen Gewerke und angrenzenden Areale ausbreitete und zum dominierenden Arbeitgeber in der Region wurde. 

Gebäude der Waffenfabrik im Wehrgraben (um 1890)

 1869 wurde das Unternehmen in eine Aktiengesellschaft umgewandelt und trug von da an den Namen Österreichische Waffenfabriks-Gesellschaft AG, Hauptaktionär war die Bodencreditanstalt. Als die Umrüstung der Armeen auf Hinterladergewehre weitgehend abgeschlossen war, hatte das ab 1882 einen Rückgang der Aufträge zur Folge. Mitarbeiter wurden gekündigt und die Krise der Waffenfabrik wurde zur Krise für die Region. 

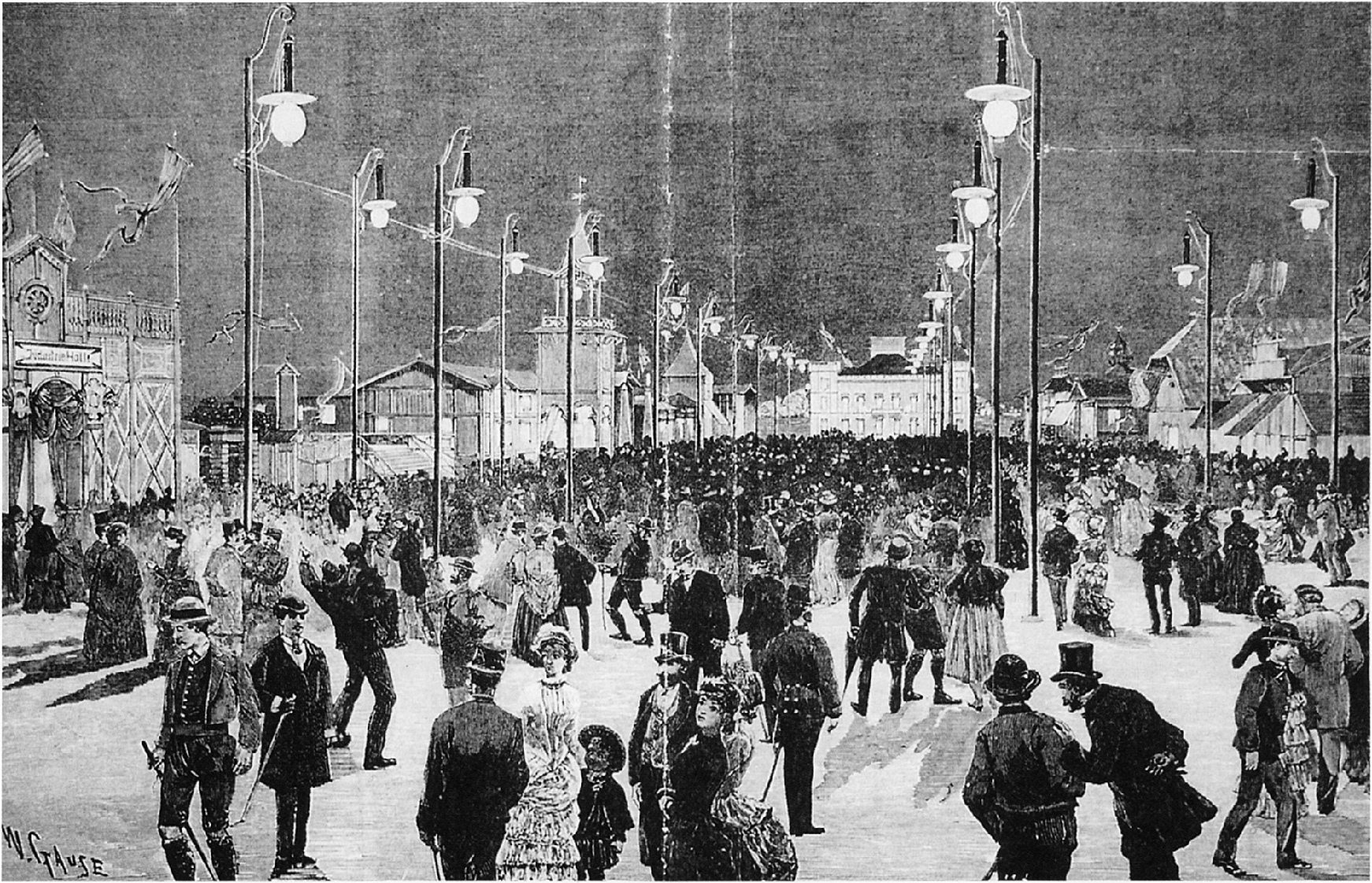
Festplatz der Elektrischen-Landes-Industrie-Forst und kulturhistorischen Ausstellung im Jahr 1884

 Auf der Suche nach einem zweiten Standbein für das Unternehmen erkannte Josef Werndl das Potential der damals jungen Elektrotechnik. Die Waffenfabrik begann mit der Produktion von elektrodynamischen Maschinen, Lichtbogen- und Kohlefadenlampen. Auf das Betreiben Werndls fand 1884 die „Electrische-Landes-Industrie-Forst und culturhistorische Ausstellung“ in Steyr statt. Im Gegensatz zu früheren elektrischen Ausstellungen wurde der Strom erstmals nicht von Dampfmaschinen, sondern in einem Wasserkraftwerk hergestellt. Die Stadt Steyr wurde vorübergehend mit elektrischer Beleuchtung ausgestattet. Doch nachdem eine neue Gewehrtechnik wieder Großaufträge gebracht hatte, wurden die Pläne zum Einstieg in die Elektrotechnik von den Aktionären verworfen.

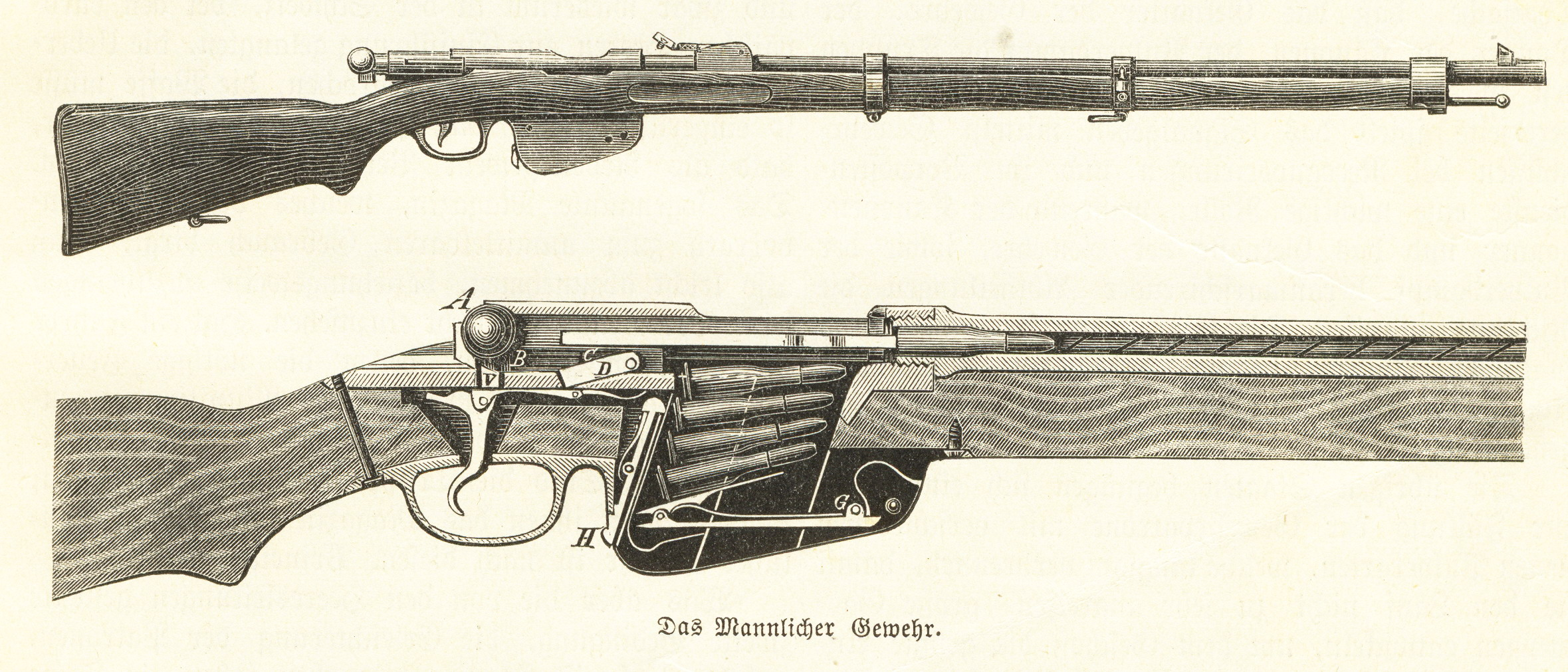
Mannlicher Mehrladegewehr

 Die Waffenfabrik produzierte das von Ferdinand Mannlicher 1886 erfundene Mehrladegewehr, das zum Standardgewehr der k.u.k. Armee wurde.
Doch 1894 waren die Großaufträge für die Umrüstung auf Mehrladegewehre abgearbeitet. Die Waffenfabrik reduzierte die Zahl der Mitarbeiter von über 10.000 auf rund 350. Dies führte zu Not und Abwanderung.

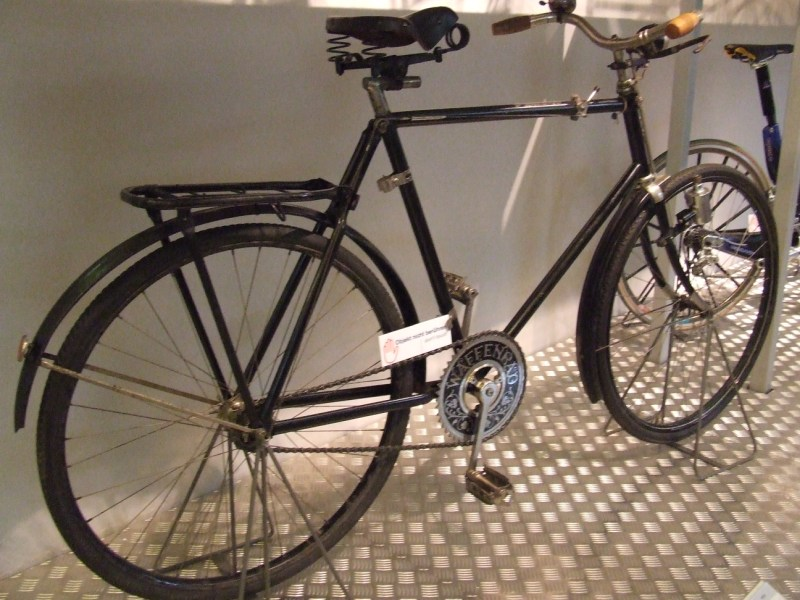
Waffenrad aus dem Jahr 1912 im Technischen Museum Wien

 Noch im selben Jahr erwarb die Waffenfabrik von der Coventry Machinists Company die Lizenz zum Bau von deren Fahrrädern. Die Coventry Machinists Company war damals eines der weltweit führenden Unternehmen in der Fahrradbranche. Die Waffenfabrik begann unverzüglich mit der industriellen Fertigung und hatte damit nun endgültig ein zweites Standbein. 1896 wurde der Markenname Waffenrad eingeführt.
Neben den Aktivitäten rund um militärische Gewehre und Pistolen (so wurde Ende des 19. Jahrhunderts ein Repetiergewehr und 1905 eine Selbstladepistole für das k.u.k. Heer entwickelt und gebaut, die auch weltweit vertrieben und in Lizenz nachgebaut wurden) war auch die Produktion von Jagdwaffen gefragt.
1912–14 wurde – insbesondere wegen der Kriegswichtigkeit der Steyrer Waffenproduktion – das neue Hauptwerk auf den Kammermayr- und Schacherlehnergründen (Plattnergründen) bei Steyr-Ennsdorf an der Ennstalstrecke der Rudolfsbahn errichtet, und sukzessive die ganze Produktion dorthin verlagert. Dazu wurde das Areal von Jägerberg (nachmaliges St. Ulrich) nach Steyr eingemeindet.
Mit zeitweise über 15.000 Beschäftigten war die Österreichische Waffenfabriks-Gesellschaft die größte Waffenfabrik Europas.
Im Juni 1916 erwarb die Österreichische Waffenfabriks-Gesellschaft mit Unterstützung durch das k. u. k. Kriegsministerium die Lizenz zum Bau von Flugzeugmotoren der Motorenfabrik Oberursel. In Steyr wurden 11-Zylinder-Umlaufmotoren mit einer Leistung von 160 PS gefertigt. Diese von der Motorenfabrik Oberursel als UR III und von der Österreichischen Waffenfabrik als St 160 bezeichneten Motoren erreichen Mitte 1918 die Serienreife. Die Produktion in Steyr erreicht gegen Kriegsende 15 bis 20 Stück pro Monat. Insgesamt wurden lediglich 16 dieser Motoren auch in Flugzeugen eingebaut. Nach Kriegsende musste die Produktion der Flugzeugmotoren eingestellt werden, vor allem aber wurden von 1918 bis 1930 keine Kriegswaffen produziert, womit der Hauptgeschäftszweig der Waffenfabrik weggebrochen war.

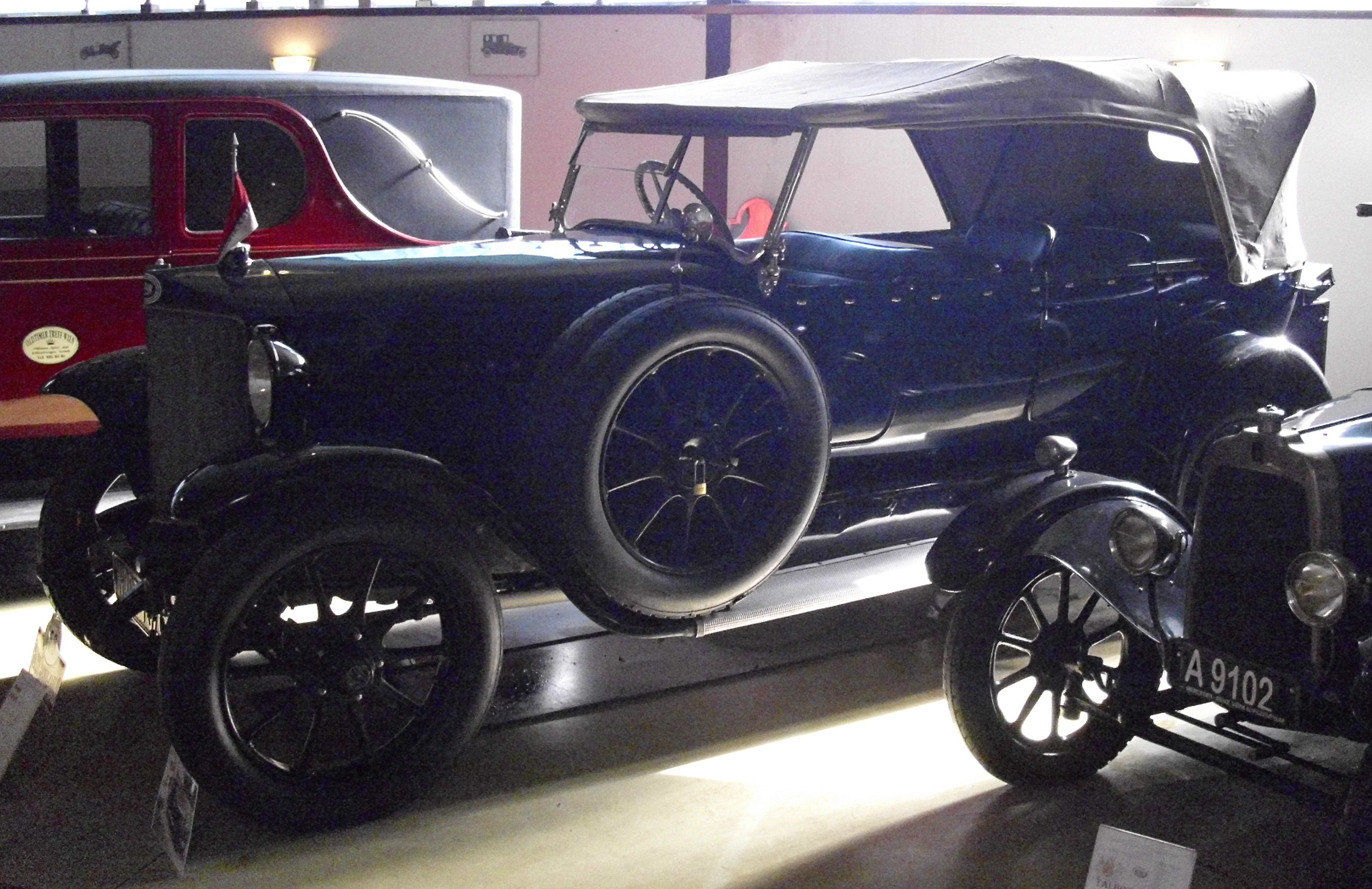
Steyr II von 1920

Noch während des Kriegs war im Jahr 1916 mit der Errichtung einer Automobilfabrik begonnen worden. 1917 wurde Hans Ledwinka Chefkonstrukteur der Kraftfahrzeugabteilung. Die ersten PKW werden 1920 ausgeliefert und als Steyr II bezeichnet. Ab 1919 wurde ein Fahrgestell für Omnibusse (Steyr III) für eine ausgedehnte Probefahrt der Post vorgestellt. 100 Stück wurden bestellt, deren Auslieferung 1921 begann. Auf dem gleichen Fahrgestell wurden auch Lastkraftwagen mit 2,5 t Ladekapazität aufgebaut. Ende 1921 kündigte Ledwinka und kehrte zu seiner alten Firma Tatra zurück, da die OEWG nicht bereit war, seine Arbeit angemessen zu vergüten.
Ab 1922 wurden in Münichholz-Hammer Kugellager produziert.

1926 wurde die OEWG in Steyr-Werke A.G. umbenannt. 

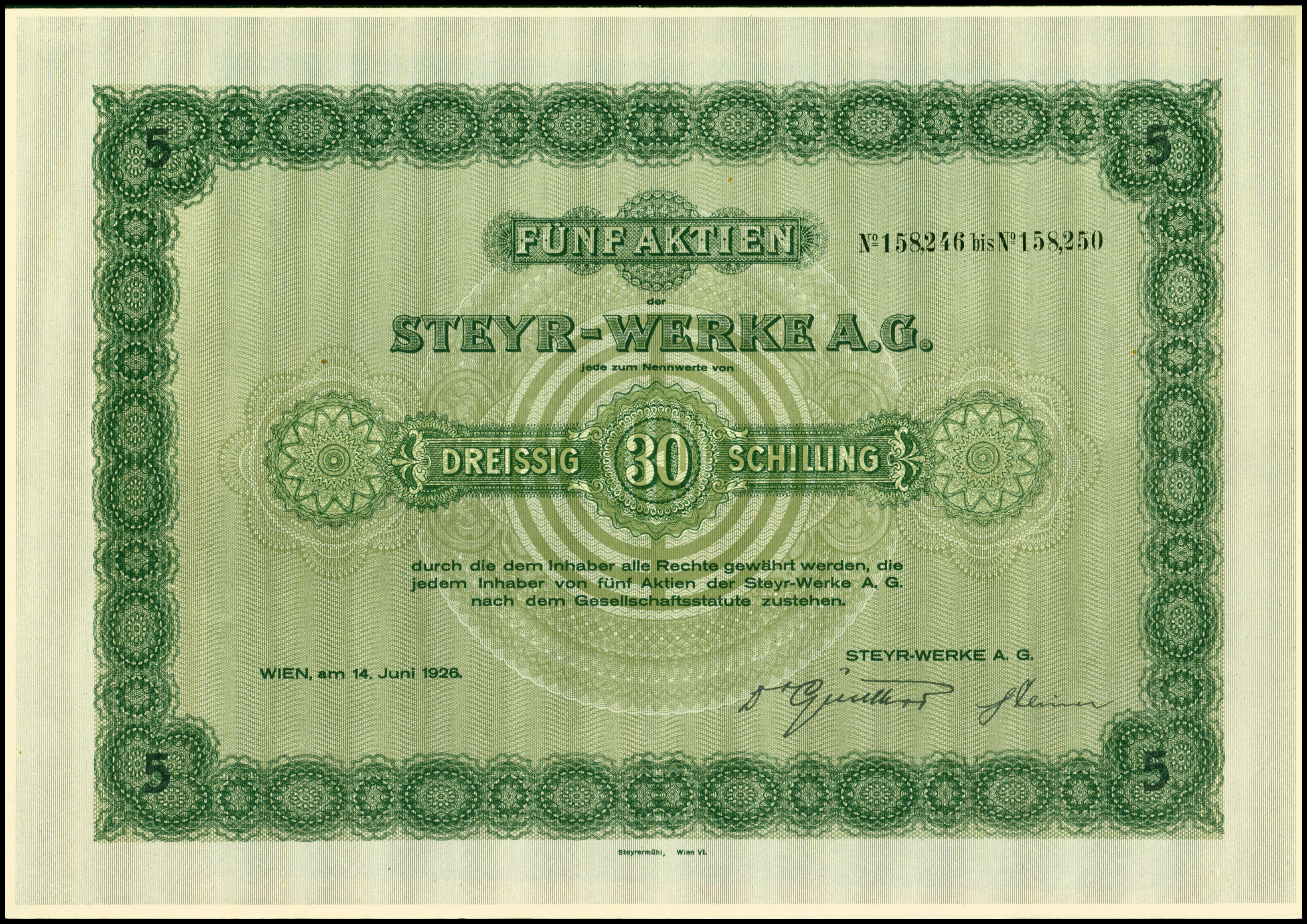
Sammelaktie über 5 × 30 Schilling der Steyr-Werke AG vom 14. Juni 1926

Anfang 1929 trat Ferdinand Porsche die Stelle des Technischen Direktors (Chefkonstrukteurs) bei Steyr an und konstruierte u. a. den Typ Austria, ein repräsentatives Fahrzeug mit einem 8-Zylinder-Motor und 100 PS. Der in nur drei Exemplaren gebaute Wagen wurde zugunsten des Austro-Daimler ADR 8 nicht in die Serienfertigung genommen, da beide Autos auf dem Markt in direkte Konkurrenz getreten wären. Die Steyr-Hausbank Österreichische Credit-Anstalt, Hauptaktionär von Austro-Daimler, favorisierte den noch in der Entwicklung befindlichen ADR 8, der 1931 auf den Markt kam. Porsche war bereits bis 1923 bei Austro-Daimler tätig gewesen und verließ das Unternehmen seinerzeit wegen der vom Vorstand auf Anweisung der Credit-Anstalt gekürzten Mittel für den Rennsport. Da er erneut mit denselben Personen zu tun hatte, die Anlass für die Kündigung bei Austro-Daimler waren, beendete er bereits Ende 1929 seine Tätigkeit bei den Steyr-Werken.
Mit den Opel-Werken wurde 1932 eine Lizenzverbarung zum Bau des Steyr-Opel 4,5/22 PS in Steyr geschlossen. Es wurden nur 496 Fahrzeuge hergestellt. Die Lizenz wurde nach einem halben Jahr aufgekündigt, da der Absatz schleppend war.
Im Rahmen des Aufstandes vom 12. Februar 1934 kam es auch in Steyr zu Aufruhr und Gewalttaten, darunter die Erschießung des Direktors der Steyr-Werke Dr. Herbst im fahrenden Auto.
Durch die Fusion mit den Austro-Daimler-Puchwerken entstand am 12. Oktober 1934 die Steyr-Daimler-Puch AG.